# Centerville (Gallia County, Ohio)
Centerville ist ein Dorf im Gallia County, Ohio, Vereinigte Staaten. Die Bevölkerung bestand aus 134 Einwohnern nach der Volkszählung im Jahr 2000. Die Fläche beträgt 0,3 Quadratkilometer.
Das Dorf ist lokal auch unter dem Namen Thurman bekannt. Dieser Name dient zur Unterscheidung zu zwei anderen Orten in Ohio, die den Namen Centerville tragen, nämlich die Stadt Centerville (Ohio) und die Gemeinde Centerville (Clinton County, Ohio), zur Unterscheidung auch Lees Creek genannt.

## Geographie
Centerville liegt an der östlichen Grenze des Gallia Countys im Raccoon Township.
Das Ortsgebiet erstreckt sich zwischen der U.S. Route 35 und der Ohio State Route 279, die hier ungefähr eine halbe Meile (800 Meter) parallel verlaufen. Am östlichen Ende der Ortschaft mündet die SR 279 in die U.S. Route 35 ein.

## Geschichte
Die Geschichte des Dorfes ist mit jener des Raccoon Townships verbunden. Das Township wurde am 24. März 1805 gegründet und am 3. Montag im April 1805 wurden Wahlen abgehalten. 1803 war das erste Blockhaus am Ufer des Big Raccoon Creeks gebaut worden. Die erste Siedlung entstand in Section 1 des Townships. Anfangs waren es vor allem Siedler walisischer Abstammung, die hier Landwirtschaft betrieben. 
Schon 1792 kamen Daniel Boone, James Burford und Oberst Robert Safford in diese Gegend. Nach zwei Jahren Aufenthalt und Jagd behaupteten die drei Trapper, am Big Raccoon Creek über 100 Bären erlegt zu haben. Die Tierfallen und anderen Gebrauchsgegenstände aus dieser Zeit, die Boone seinem Partner Oberst Safford geschenkt hatte, sind bis heute erhalten geblieben und befinden sich im Besitz der Nachkommen des Obersts.
Centerville wurde in Section 19 des Townships gegründet. Das Gründungsdatum ist der 6. Mai 1835. 1880 hatte Centerville eine Einwohnerschaft von 272 Personen.